# Lille Pendulum
Lille Pendulum (deutsch „Kleine Pendulum-Insel“ oder „Klein-Pendulum“) ist eine grönländische Insel im Nordost-Grönland-Nationalpark.

## Geografie
Lille Pendulum bildet mit der 5 km südwestlich gelegenen Sabine Ø, dem nordöstlich gelegenen Bass Rock und der Insel Hvalrosø die Inselgruppe der Pendulum Øer. Diese sind der Halbinsel Wollaston Forland nordöstlich vorgelagert und bilden die südliche Begrenzung der Hochstetterbugten. Etwa 30 km nördlich liegt die Insel Shannon. Östlich von Lille Pendulum befindet sich, hervorgerufen durch regelmäßige Winde, die das Packeis vom küstennahen Festeis forttreiben, eine der größten Polynjas Ostgrönlands, die gewöhnlich von Shannon bis Hvalrosø südlich der Sabine Ø reicht.
Zwischen der unbenannten Südspitze und Kap Buchenau im Norden hat Lille Pendulum eine Ausdehnung von 13 km. Sie ist durchgängig 5 bis 5,5 km breit, mit Ausnahme ihrer weit vorspringenden nordöstlichen Spitze Kap Hartlaub. Die Insel hat eine Fläche von etwa 56,7 km². Im Sonnenkopf erreicht die Insel mit 602 m ihren höchsten Punkt. Weitere Erhebungen sind Kirkespiret im Norden und Terrassebjerg im Süden der Insel.

## Geschichte
Die Pendulum Øer waren seit mehreren Tausend Jahren zunächst von der Independence I- und später von der Dorset- und der Thule-Kultur besiedelt. Auf Lille Pendulum wurden Wohnstätten gefunden, die der Thule-Kultur zuzurechnen sind. Als die ersten Europäer die Insel betraten, waren diese aber schon verlassen.
Die Entdeckung der Insel durch Europäer datiert auf den August 1823. Die Britische Admiralität hatte 1818 ein Programm zur genauen Bestimmung der Erdgestalt mit Hilfe des Sekundenpendels gestartet. Speziell geschulte Marineoffiziere fuhren auf den britischen Schiffen mit und führten Pendelexperimente auch in entlegenen Teilen des Britischen Empire durch. Unter ihnen war Edward Sabine, der spätere Präsident der Royal Society. Er hatte 1818 und 1819–1820 bereits die Expeditionen von John Ross und William Edward Parry zur Auffindung der Nordwestpassage begleitet. 1823 fuhr er auf der HMS Griper unter dem Kommando von Douglas Clavering nach Hammerfest, Spitzbergen und an die Ostküste Grönlands. Nachdem die Griper die Eisbarriere des Ostgrönlandstroms in der zweiten Augustwoche passiert hatte, segelte sie nordwärts und erreichte Mitte August 1823 die Pendulum Øer, deren Name an die Pendelexperimente Sabines erinnert. Sabine führte sie allerdings nicht auf Lille Pendulum, sondern auf der Sternwartenhalbinsel von Sabine Ø durch, die von Clavering zunächst als Inner Pendulum Island bezeichnet worden war.
1869–1870 überwinterte die Zweite Deutsche Nordpolar-Expedition mit dem Schraubendampfer Germania in Germaniahavn, einer Bucht von Sabine Ø. Von hier aus unternahmen die Expeditionsteilnehmer, allen voran Julius Payer, ausgedehnte Bootsfahrten und Hundeschlittenreisen zur Erforschung und Kartierung der angrenzenden Küsten und besuchten auch Lille Pendulum. Viele geographische Bezeichnungen auf der Insel gehen auf den Leiter des Expedition, Carl Koldewey, zurück.
Am 12. Juli 1926 besuchte die Cambridge-Ostgrönland-Expedition unter Leitung von James Wordie Lille Pendulum und wiederholte anschließend auf der Nachbarinsel die Pendelexperimente Sabines von 1823.